# Wykrywacz min

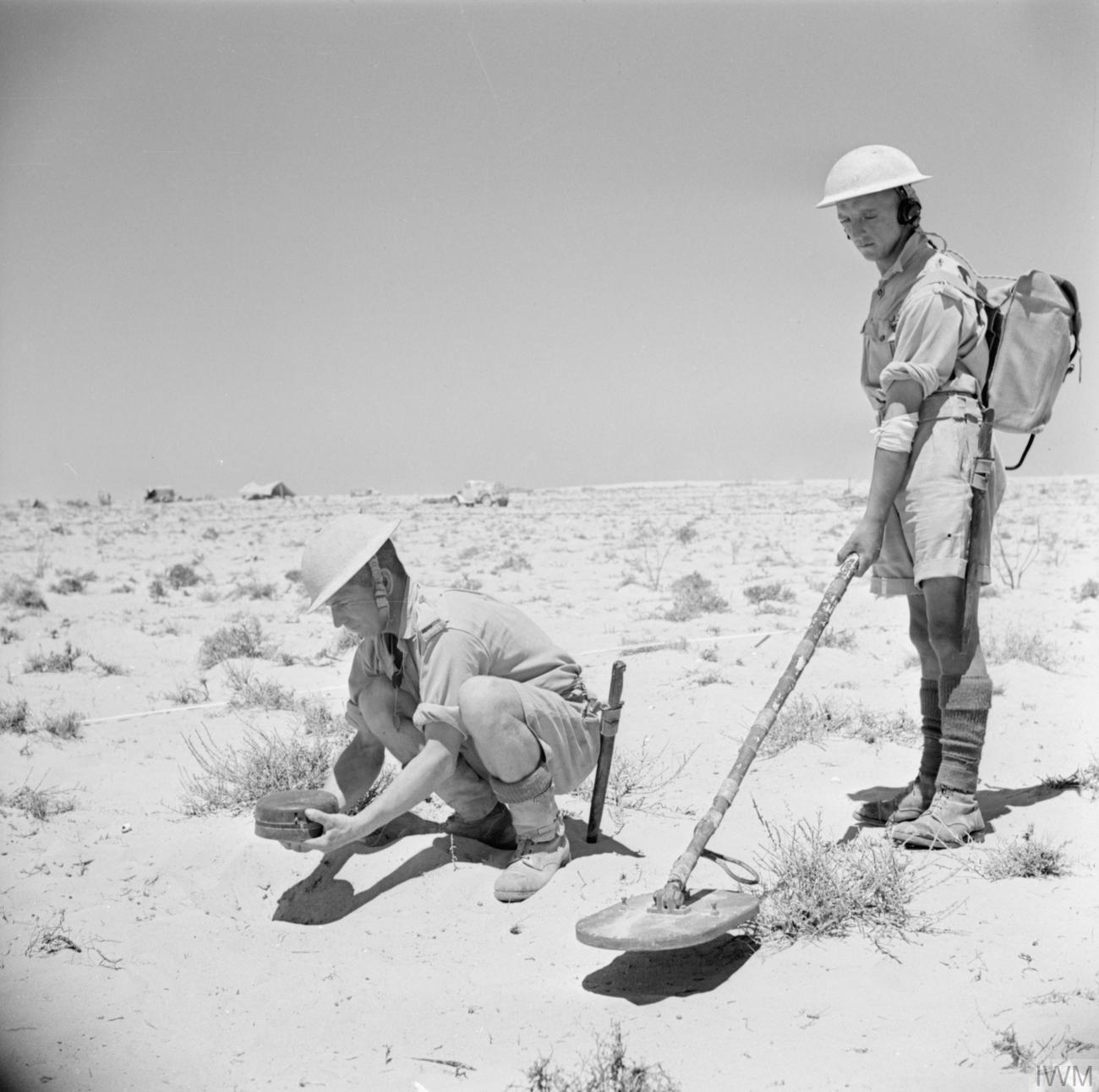
Wykrywacz min Mark I w użyciu w Afryce Północnej w 1942

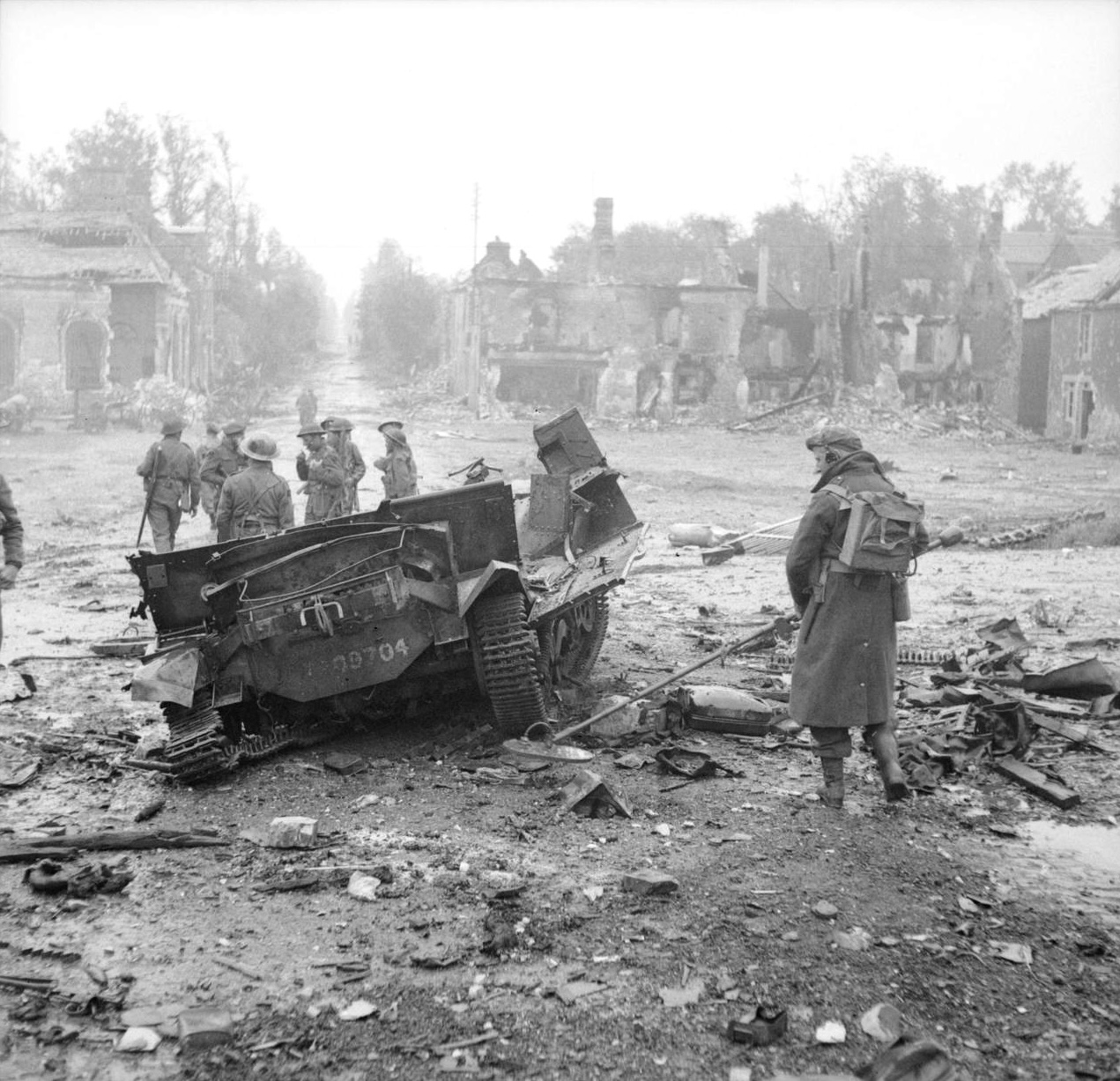
Wykrywacz min Mark I w użyciu we Francji w 1944

Wykrywacz min (ang. Polish mine detector) – ręczny detektor elektromagnetyczny (wykrywacz metalu) używany przez saperów do wykrywania min lądowych.

## Historia
Pierwszy wykrywacz min (ang. Mine detector (Polish) Mark I) został opracowany podczas II wojny światowej, zimą 1941/1942 przez dwóch poruczników Józefa Kosackiego oraz Andrzeja Garbosia (występującego pod wojennym pseudonimem Adam Galb) z Centrum Wyszkolenia Łączności służących w Polskich Siłach Zbrojnych na Zachodzie. Według niektórych źródeł pierwsze koncepcyjne plany wykrywacza min jeszcze przed II wojną światową opracował w warszawskim Instytucie Radiotechniki Wojskowej pułkownik Lisiecki. Pierwsze praktyczne próby prototypu przeprowadzono w miejscowości Bari w Szkocji 5 marca 1942. 

## Budowa i zastosowanie
Prototyp wykrywacza testowany przez polskich saperów w Szkocji w marcu 1942 składał się ze słuchawek, plecakowego aparatu pomiarowego oraz kija bambusowego, na którego końcu zawieszony był elipsowaty talerz. Wewnątrz niego znajdowały się dwie cewki wytwarzające pole elektromagnetyczne, które sygnalizowały przeciągłym gwizdem obecność metalu. Saper obsługujący wykrywacz przesuwał talerz tuż nad ziemią i znajdował dzięki dźwiękowi lokalizację min umieszczonych w ziemi. Polscy saperzy podczas pierwszych testów wykrywacza zakopywali na szkockich plażach rozbrojone miny bez zapalników po czym wyszukiwali je, oznaczali i odkopywali. Zarówno konstrukcja wykrywacza jak i technika pracy z nim stała się później standardem na świecie.
Dzięki 500 sztukom polskiego wykrywacza min udało się Brytyjczykom przejść przez pola minowe pod El Alamein, co walnie przyczyniło się do zwycięstwa 8 Armii w listopadzie 1942. W zamian Kosacki otrzymał list od króla Jerzego VI. Detektor nie został opatentowany, wynalazek został przekazany nieodpłatnie armii brytyjskiej.
Konstrukcja ta była na tyle dobra, że wykrywacza konstrukcji Kosackiego używało wiele armii przez kolejne 50 lat. Jak podaje tygodnik Time, ten typ wykrywaczy był na wyposażeniu Armii Brytyjskiej przez 50 lat, a po raz ostatni Mine detector (Polish) Mk. III użyto w trakcie wojny w Zatoce Perskiej w 1991. Wykrywacz używany był do roku 1995.